# Smith Tower
La Smith Tower est un immeuble situé dans le quartier de Pioneer Square à Seattle aux États-Unis. Il fut construit de 1910 à 1914, c'est le plus ancien gratte-ciel de la ville. Il porte le nom du magnat Lyman Cornelius Smith. Avec 159 mètres de hauteur, il représentait le plus haut immeuble de la côte ouest jusqu'à l'édification de la Space Needle en 1962.

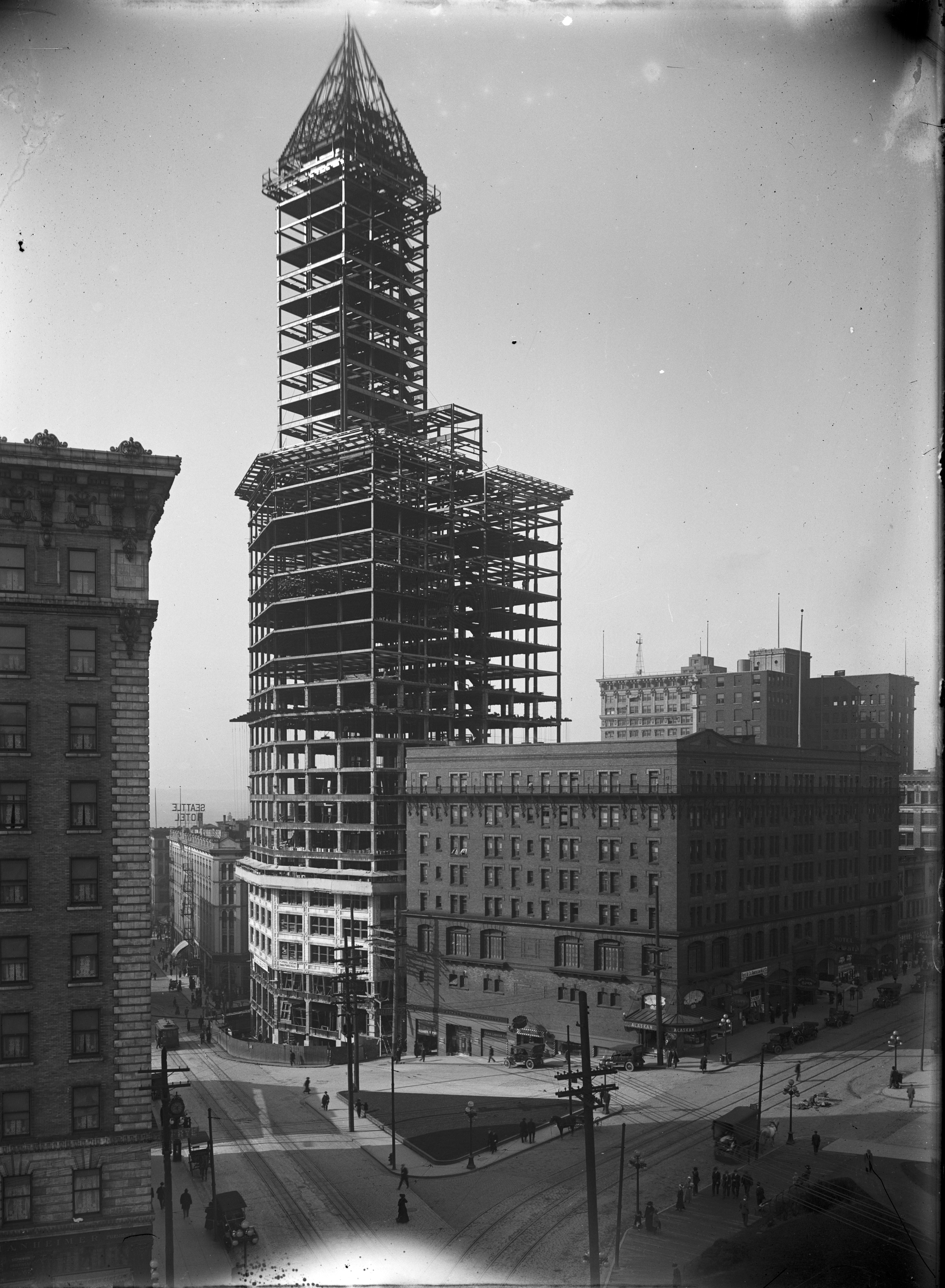
Durant sa construction en 1913
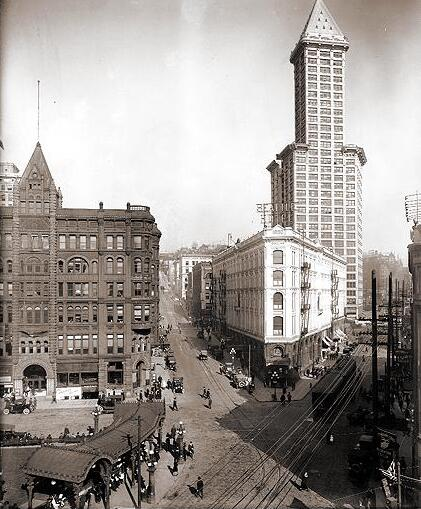
En mars 1917
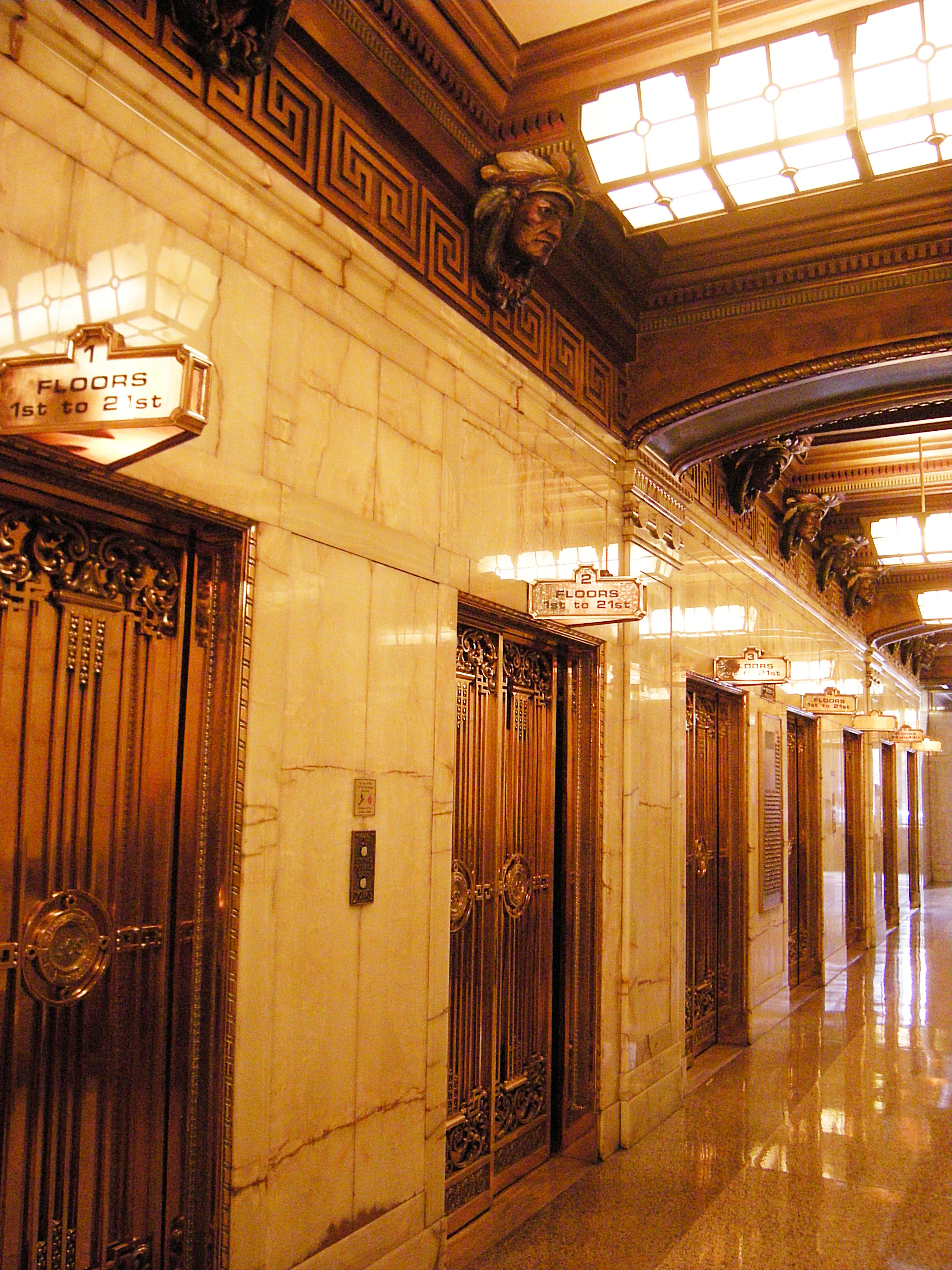
Ascenseurs au rez-de-chaussée
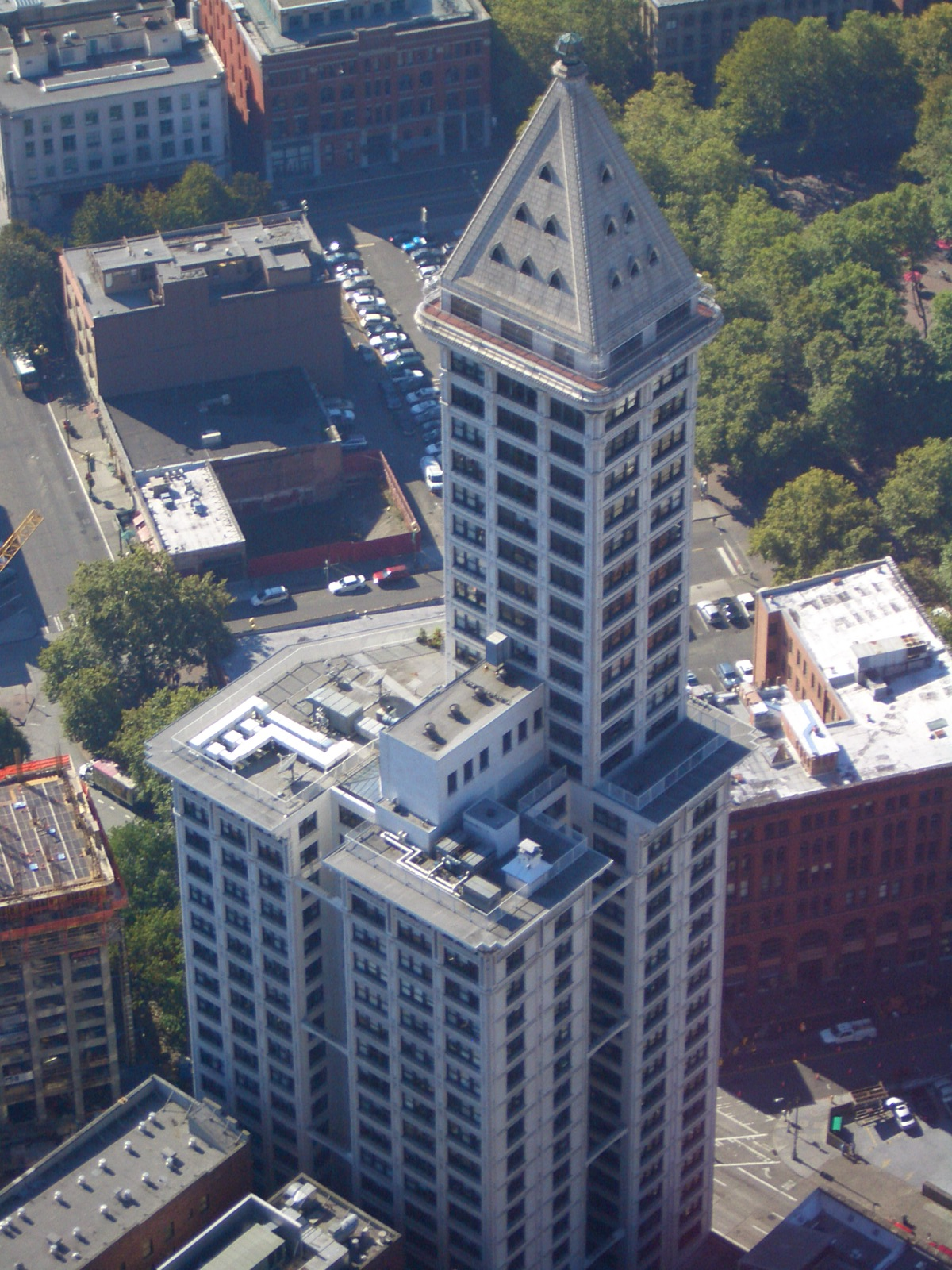
La Smith Tower depuis l'observatoire de la Columbia Center
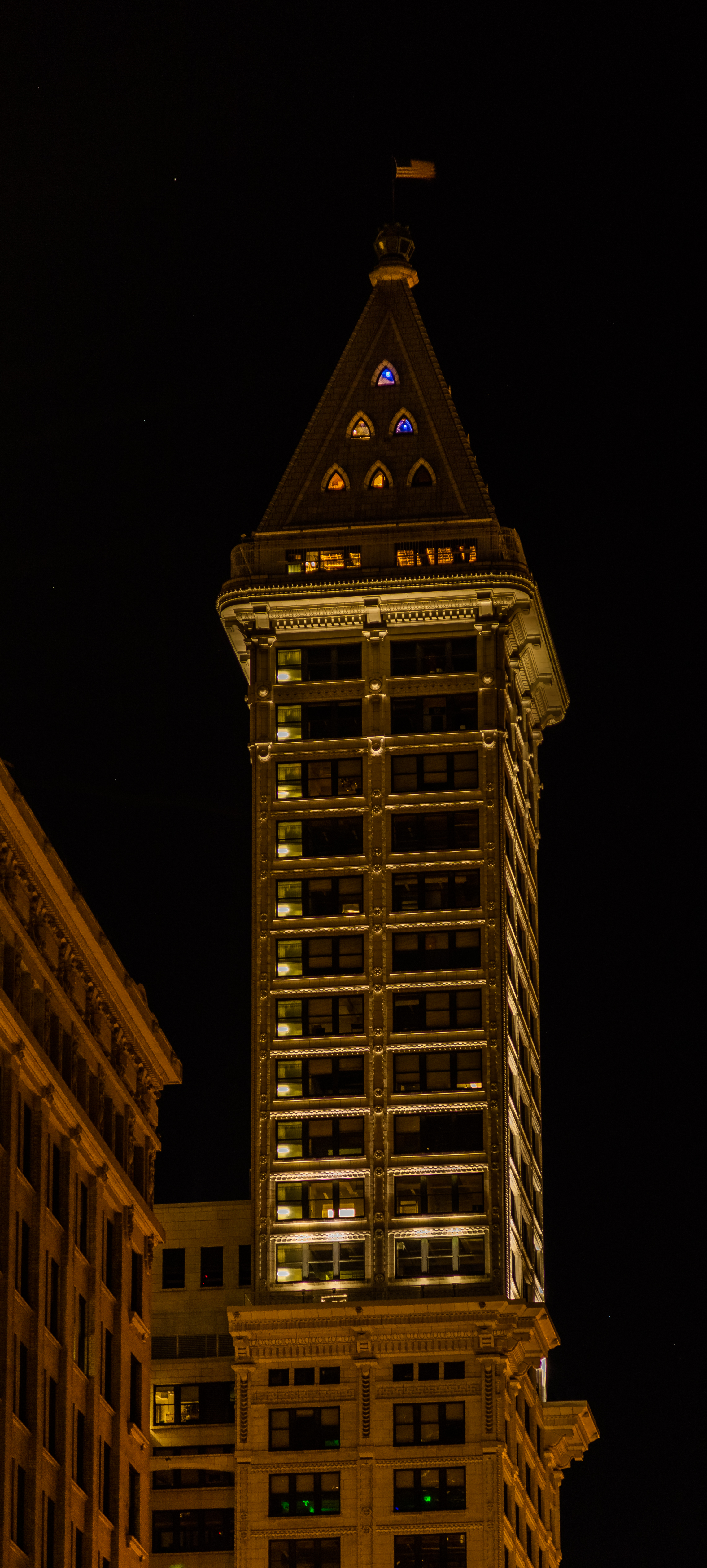
Vue de nuit (2017)